# Curtișoara
Curtișoara est une commune roumaine située dans le județ d'Olt.